# Drie Kloven

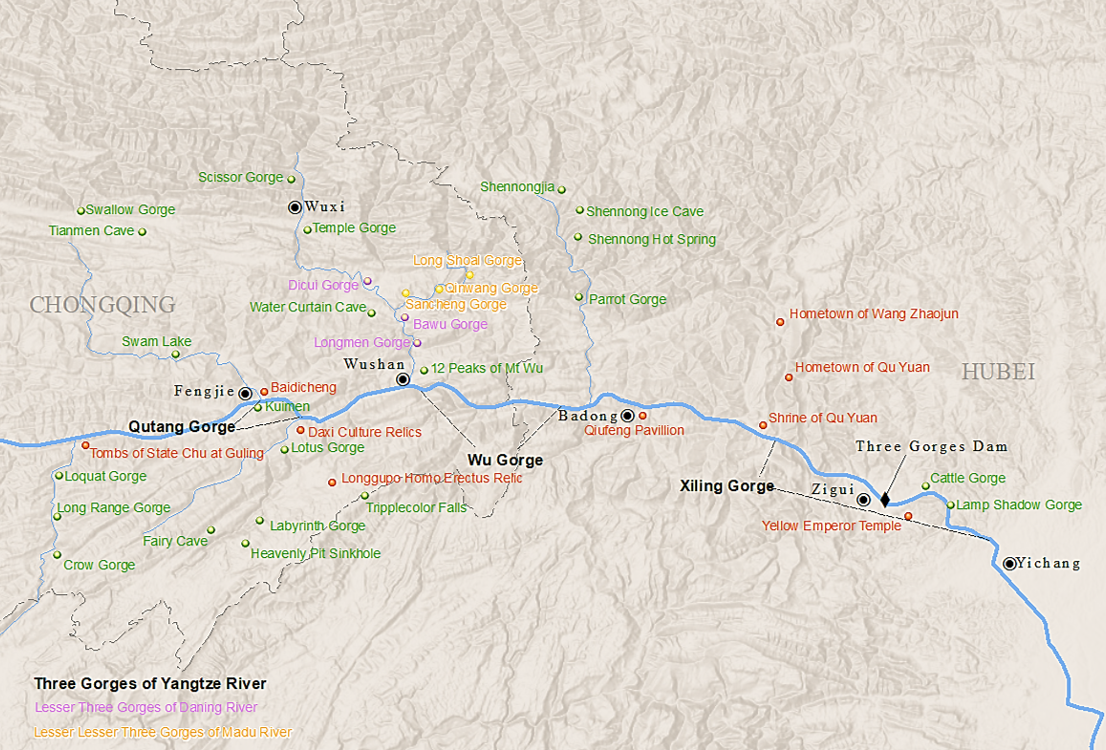
Kaart van bezienswaardigheden rond de Drie Kloven. De rivier stroomt van west naar oost.

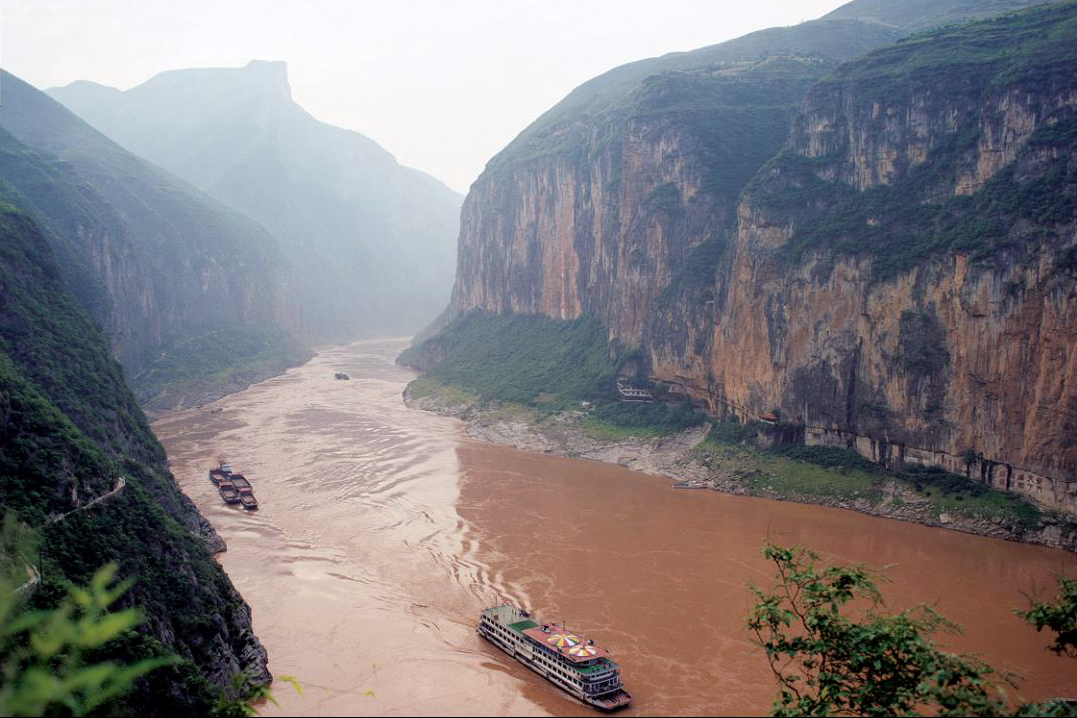
De Yangtze in de Qutang Xia, de eerste van de Drie Kloven. Deze foto werd in 1999 genomen, voordat de Drieklovendam het waterniveau deed rijzen.

De Drie Kloven zijn kloven in China, waar de Yangtze doorheen stroomt tussen Chongqing in het westen en Hubei in het oosten. De namen van de kloven zijn (stroomafwaarts) Qutang Xia, Wu Xia en Qiling Xia. De kloven vormen doorbraakdalen door het middelgebergte van de Wu Shan. Historisch was de rivier de natuurlijke verbinding tussen het bekken van Sichuan in het westen en het laagland van de Jianghanvlakte en het oosten van China. De hoogte boven het wateroppervlak is maximaal 134 meter, maar de breedte van de rivier en de grillige toppen boven de kloven maken van de kloven een schilderachtig en indrukwekkend fenomeen. In 2008 werd de Drieklovendam in gebruik genomen, die de rivier stroomafwaarts van de kloven opstuwt.
De bovenste kloof (Qutang Xia) is zowel de diepste als kortste. De onderste van de drie is de langste en is waar de dam gebouwd is.
De Wu Shan is een klassiek voorbeeld van een plooiingsgebergte met langgerekte ruggen die worden gescheiden door vlakke dalen. De ondergrond bestaat uit zandsteen, kalksteen en leisteen. Met name de kalksteen is competent en kan hoge kliffen boven de rivier vormen. De rivier snijdt zich door drie bergruggen, vandaar dat er drie kloven zijn.
De Yangtze vormt ook tegenwoordig nog een belangrijke scheepvaartroute, met name voor transport vanaf Shanghai naar de haven van Chongqing. Dankzij de scheepslift en scheepssluizen in de Drieklovendam kunnen containerschepen de dam stroomopwaarts passeren. Het gebied is ook een populaire vakantiebestemming. Cruiseschepen varen tochten door de drie kloven om daarna terug te keren.